# Efficacité lumineuse spectrale

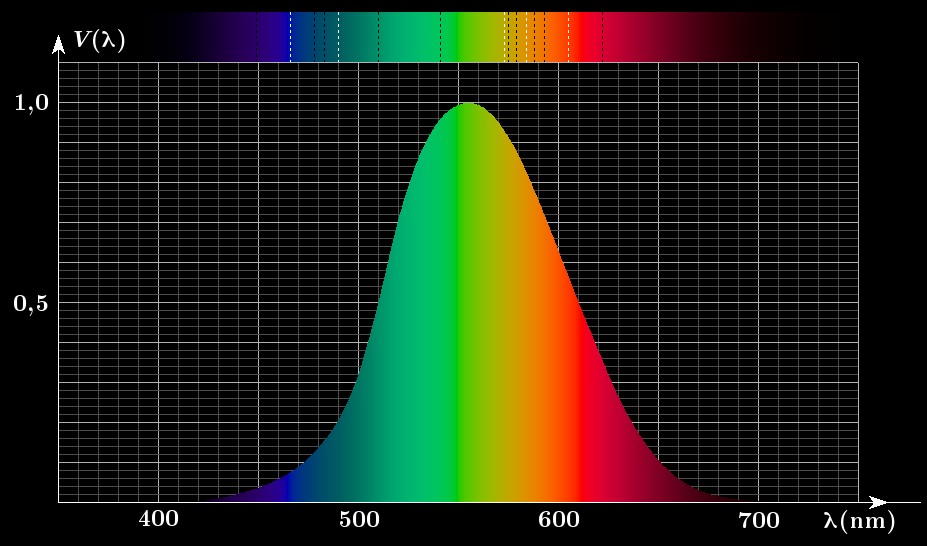
L'efficacité lumineuse spectrale relative définit la sensibilité de l’observateur de référence aux différentes longueurs d'onde.

L'efficacité lumineuse spectrale est une fonction qui exprime, pour une longueur d'onde donnée, le rapport entre le flux énergétique du rayonnement électromagnétique reçu et la perception de flux lumineux que ce flux induit pour la vision humaine. Elle caractérise la sensibilité du système visuel humain aux différentes longueurs d'onde. Elle s'exprime, dans le Système international d'unités, en lumens par watt (lm/W). 
L'efficacité lumineuse spectrale relie les grandeurs  photométriques aux grandeurs radiométriques. 
Plusieurs fonctions tabulées ont été normalisées par la commission internationale de l'éclairage (CIE); elles définissent l'observateur de référence dans différentes conditions : vision diurne ou nocturne, angle d'observation de 2° ou de 10°. La plus ancienne d'entre elles, notée {\displaystyle V(\lambda )} (CIE 1924), est la plus répandue en pratique. Malgré ses défauts et, plus généralement, l'impossibilité de définir exactement la perception humaine dans toute la diversité des conditions d'observation, la fonction {\displaystyle V(\lambda )} est utilisée conventionnellement pour le calcul et par les appareils de mesure en photométrie.

## Vision humaine et grandeur photométrique
Tandis que l'objet de la radiométrie est la mesure du rayonnement sur tout ou partie du spectre électromagnétique, la photométrie s'intéresse uniquement aux rayonnements visibles et quantifie l'impression visuelle qu'ils provoquent. Des sources de puissances rayonnées identiques, mais dont les répartitions spectrales diffèrent, peuvent être perçues avec des éclats très différents. Tout particulièrement, les sources infrarouges ou ultraviolettes ne sont pas visibles, quelle que soit leur puissance. Aussi, la première évaluation de la sensibilité du système visuel humain, longueur d'onde par longueur d'onde, c'est-à-dire couleur pure par couleur pure, par le biais de la première fonction d'efficacité lumineuse, fut un acte fondateur de la photométrie. Depuis, trois autres fonctions d'efficacité lumineuse spectrale tabulées ont été normalisées à sa suite par la CIE. D'autres ont été publiées mais ne sont pas encore normalisées.
Dans le domaine photopique :

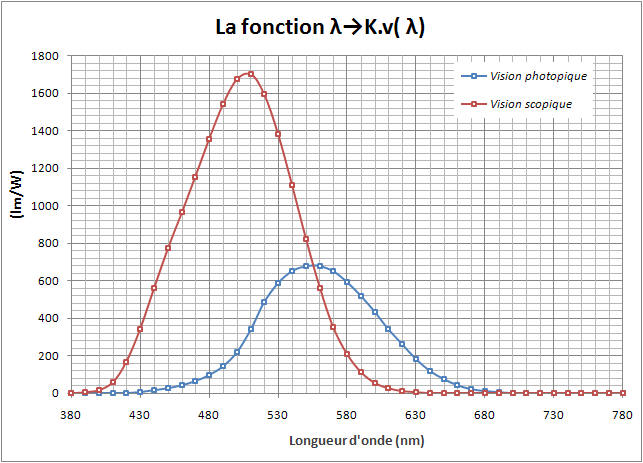
Fonctions d'efficacité lumineuse spectrale photopique K(λ) et scotopique K′(λ).

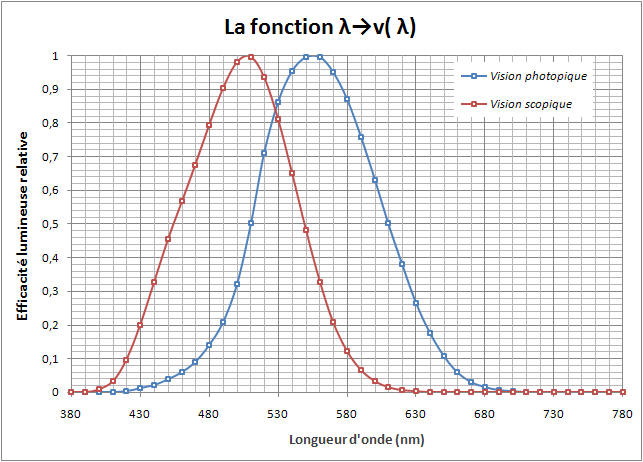
Fonctions d'efficacité lumineuse spectrale relative photopique V(λ) et scotopique V′(λ).

- {\displaystyle V(\lambda )} (CIE 1924) la première d'entre elles, définit l'observateur de référence en vision diurne pour un champ visuel de 2°[2] ; elle est aussi la fonction colorimétrique {\displaystyle {\overline {y}}(\lambda )} du système CIE XYZ (1931).
- {\displaystyle V_{M}(\lambda )} (CIE 1988) apporte une correction à la précédente[3].
- {\displaystyle V_{10}(\lambda )} (CIE 1964) définit l'observateur de référence en vision diurne pour un angle de 10° ; elle est aussi la fonction colorimétrique {\displaystyle {\overline {y}}_{10}(\lambda )} du système CIE X10Y10Z10 1964.

Dans le domaine scotopique :
- {\displaystyle V'(\lambda )} (CIE 1951) définit l'observateur de référence en vision nocturne[4].

La fonction d'efficacité lumineuse spectrale permet de calculer une grandeur photométrique {\displaystyle X_{\mathrm {v} }} (v pour visuel) – flux, intensité, luminance, etc. –, à partir de la densité spectrale de son analogue radiométrique {\displaystyle X_{\mathrm {e} ,\lambda }} (e pour énergétique). À ce titre, la fonction {\displaystyle V(\lambda )} est de loin la plus couramment utilisée, comme dans l'expression ci-dessous.
{\displaystyle X_{\mathrm {v} }=\int _{0}^{\infty }X_{\mathrm {e} ,\lambda }(\lambda )K(\lambda )\,\mathrm {d} \lambda =K_{\mathrm {m} }\int _{0}^{\infty }X_{\mathrm {e} ,\lambda }(\lambda )V(\lambda )\,\mathrm {d} \lambda }.
où
- {\displaystyle K(\lambda )}, est l'efficacité lumineuse spectrale ;

- {\displaystyle V(\lambda )}, est l'efficacité lumineuse spectrale relative ;
- {\displaystyle K_{\mathrm {m} }} est l'efficacité lumineuse spectrale maximale, sa valeur est proche de 683 lm W−1 pour les fonctions du domaine photopique, et de 1 700 lm W−1 pour la fonction du domaine scotopique.

En pratique, la mesure de la densité spectrale est réalisée par intervalles réguliers sur les longueurs d'onde (nanomètre par nanomètre par exemple) et l'intégrale doit être interprétée comme une somme par pas réguliers {\displaystyle \Delta \lambda }. Les fonctions d'efficacité spectrale relatives normalisées sont généralement tabulées par pas de 5 nm.
{\displaystyle X_{\mathrm {v} }=\sum _{0}^{\infty }X_{\mathrm {e} ,\lambda }(\lambda )K(\lambda )\,\Delta \lambda =K_{\mathrm {m} }\sum _{0}^{\infty }X_{\mathrm {e} ,\lambda }(\lambda )V(\lambda )\,\Delta \lambda }.

## Fonctions normalisées

### Vision photopique
En vision photopique, plus fréquemment nommée vision diurne dans le langage courant, seuls les cônes permettent la vision.

#### Champ visuel de 2°:V(λ){\displaystyle V(\lambda )}etVM(λ){\displaystyle V_{M}(\lambda )}
La fonction d'efficacité spectrale photopique mesurée sur un angle de champ visuel de 2° fut normalisée en 1924 et notée {\displaystyle V(\lambda )}.   
- D'abord, l'efficacité lumineuse spectrale maximale, en lien avec la définition de la candela[5], est d'environ 683,002 lm/W[6], correspondant à une à une longueur d'onde de 555 nm dans l'air (jaune–vert)[7]. Cette valeur est souvent arrondie à 683 lm/W[6], compte tenu du fait que le seuil de discrimination humain des luminances est au mieux de 1%[8].
- Ensuite, les valeurs tabulées de la fonction d'efficacité lumineuse spectrale relative {\displaystyle V(\lambda )} sont données dans le tableau qui suit. Elles fixent le maximum de sensibilité de l'observateur de référence à une longueur d'onde de 555 nm. Elles sont définies de 360 nm à 830 nm par pas de 5 nm[9], mais des méthodes d'interpolation permettent d'obtenir des valeurs par pas de 1 nm[10]. Ces valeurs sont également utilisées pour définir la fonction colorimétrique {\displaystyle {\overline {y}}(\lambda )} du système CIE XYZ.

Elle fut proposée par Gibson et Tyndall en 1923 à partir de mesures effectuées dans des conditions différentes aboutissant à des résultats parfois très différents. C'est pourquoi, à la suite des travaux de D. B. Judd (1951) puis de Vos (1978), une modification fut apportée en 1988 à la fonction d'efficacité lumineuse spectrale relative entre 380 et 460 nm : elle est notée {\displaystyle V_{M}(\lambda )} ; l'efficacité lumineuse spectrale maximale reste la même. Malgré ses avantages, cette fonction reste peu utilisée en dehors des laboratoires de recherche.

#### Champ visuel de 10°:V10(λ){\displaystyle V_{10}(\lambda )}
La fonction d'efficacité spectrale photopique mesurée sur un angle de champ visuel de 10°, notée {\displaystyle V_{10}(\lambda )}, fut normalisée en 1964 en même temps que le système colorimétrique CIE X10Y10Z10 1964, dont elle est aussi la fonction colorimétrique .{\displaystyle {\overline {y}}_{10}(\lambda )}, d'après les travaux de Stiles et Burch (1959). L'efficacité lumineuse relative maximale est fixée à 683,6 lm/W, correspondant à une longueur d'onde de 557 nm dans l'air. 

### Vision scotopique:V′(λ){\displaystyle V'(\lambda )}
La formulation est identique à celle de la vision photopique, mais la sensibilité de l'œil humain est différente en vision nocturne, seuls les bâtonnets permettent la vision. L'efficacité lumineuse relative maximale est fixée à 1 700 lm/W, correspondant à une longueur d'onde de 507 nm dans l'air. L'efficacité lumineuse spectrale relative est notée {\displaystyle V'(\lambda )} et ses valeurs sont tabulées par pas de 5 nm entre 380 et 780 nm.

## Mesure de l'efficacité lumineuse spectrale
La mesure est effectuée en comparant deux lumières monochromatiques de longueurs d'onde différentes. La première servant de référence, un observateur modifie la luminance énergétique de la seconde jusqu'à égalisation de la sensation de luminosité des deux couleurs. Dans le domaine scotopique, sans vision des couleurs, l'établissement des courbes de sensibilité spectrale se fait, après un long délai d'adaptation visuelle aux faibles lumières, en réglant la radiance de lumières monochromatiques de longueur d'onde variées, pour que leur luminosité soit égales. En vision photopique, en revanche, on ne peut procéder que de proche en proche. La comparaison de la luminosité de deux lumières monochromatiques de longueur d'onde très différente est en effet très difficile, il est impossible d'égaliser de façon précise et répétable deux couleurs très différentes, et deux essais consécutifs aboutissent souvent à des résultats différents. La mesure de l'efficacité lumineuse spectrale est compliquée par le fait que les résultats diffèrent considérablement selon les différentes méthodes, mais aussi selon les différents individus testés. 
Il existe ou a existé de nombreuses méthodes  – comparaison directe hétérochrome de luminosité, comparaison pas-à-pas de luminosité, distinction minimale du bord, comparaison par papillotement hétérochrome, etc. – dont les grands principes sont précisés ci-après.
Comparaison directe
On présente deux plages, dont le sujet peut faire varier la luminosité, généralement par la variation de distance de la source de lumière, sur un fond éclairé uniformément avec une luminosité nettement différente. En raison de la loi du contraste simultané des couleurs, la différence est plus perceptible, et donc le réglage est plus fin, si les plages sont contiguës.
Comparaison par papillotement
On évite l'effet du contraste simultané, qui joue dans tous les cas avec le fond, en faisant alterner rapidement les deux lumières à comparer. On recherche la fréquence d'alternance qui provoque le plus d'impression de papillottement ((en) flicker), puis on recherche la différence de radiance entre les deux longueurs d'onde pour laquelle ce papillotement est le moins visible.